# Тип даних

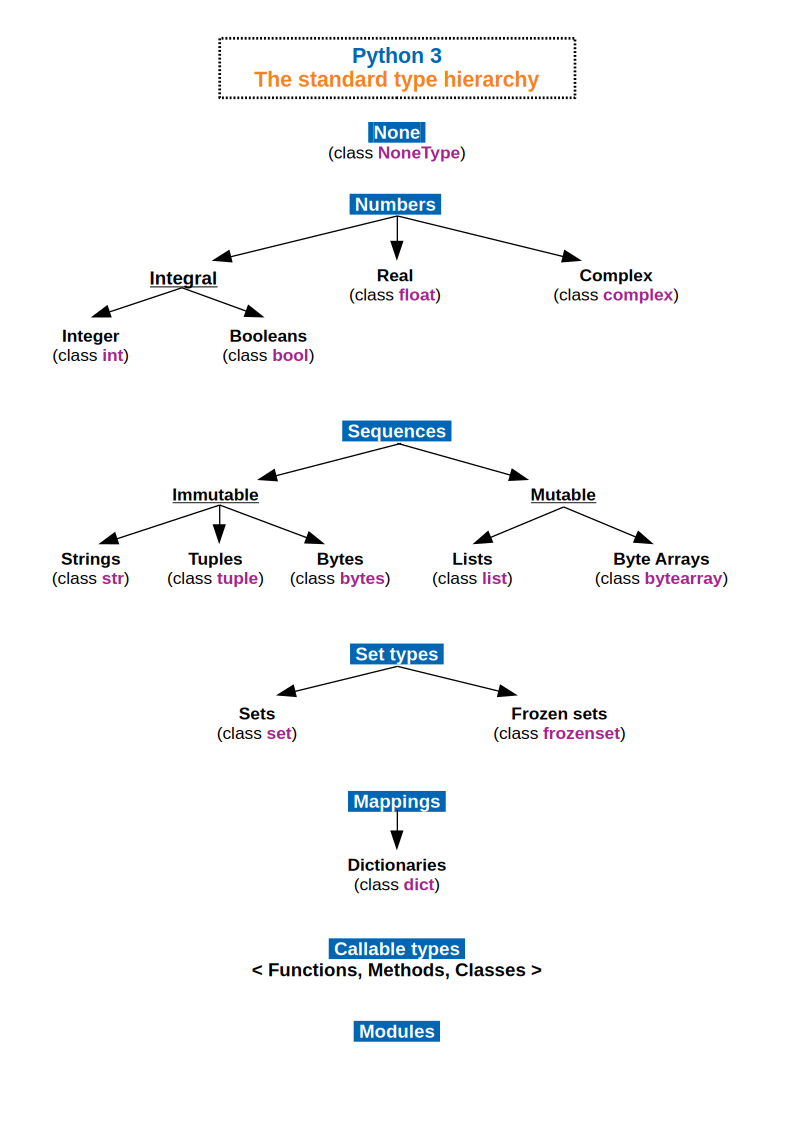
Ієрархія стандартних типів даних у мові програмування Python версії 3

Тип даних (англ. data type) — характеристики, яку явно чи неявно надано об'єкту (змінній, функції, полю запису, константі, масиву тощо). Тип даних визначає множину припустимих значень, формат їхнього збереження, розмір виділеної пам'яті та набір операцій, які можна робити над даними.

## Машинні типи даних
У всіх комп'ютерах, заснованих на цифровій електроніці, інформація на найнижчому рівні представляється у вигляді бітів (зі значенням 0 або 1). Найменша адресована одиниця інформації називається байт (зазвичай як октет, який містить 8 бітів). Одиниця інформації, яка оброблюється інструкціями машинного коду, називається словом (станом на 2006 рік, зазвичай по 32 або 64 біти). Більшість інструкцій сприймають слово як двійкове число, щоб 32-бітне слово могло бути представлене беззнаковим цілим числом від 0 до 232–1, або знакове ціле від –231 до 231–1. Завдяки наявності доповняльного коду, у багатьох випадках машині не потрібно по різному оброблювати знакові та беззнакові числа.
Існує спеціальний набір арифметичних інструкцій, які використовують різні представлення бітів у слова, для операцій з рухомою комою.

## Прості типи даних
Мови програмування представляють деякі прості типи даних (або примітивні), як базові блоки для програм та спеціалізованіших складених типів даних. Зазвичай прості типи даних включають числові (кілька цілих та дійсних типів), логічний (булевий), символьний та байтовий.

### Числові типи даних

#### Цілі числа
Цілочисельний тип даних (англ. integer) не може зберігати дробову частину числа. Для від'ємного числа треба ставити знак мінус (-) перед значенням (числом). Не можна використовувати кому у введені такого числа, бо інакше буде викликана синтаксична помилка. Приклади цілих чисел:
- 42
- 10000
- −233000
- −100

#### Дійсні числа
Дійсні числа можуть містити в собі як цілі, так і дробові значення з крапкою відокремлення від цілої частини. Для від'ємного числа треба ставити знак мінус (-) перед значенням (числом). Приклади дійсних чисел (запис у американській нотації, де десятковим розділювачем слугує крапка):
- 20.0005
- 99.9
- −5000.12
- −9999.9991

#### Діапазони числових типів даних
Кожний числовий тип даних має мінімальне та максимальне значення, яке називають діапазон значень. Важливо знати діапазон значень, особливо, коли працюєте з «маленькими» типами даних, оскільки в них можна зберігати лише значення у вузькому діапазоні. Спроба внести число, більше за доступний діапазон може призвести до помилок періоду компіляції/виконання, або до неправильних підрахунків (через відкидання) залежно від використовуваної мови програмування.
Діапазон змінних оснований на кількості байтів відведених для збереження значення. Цілі типи даних розрядністю {\displaystyle n} бітів зазвичай здатні зберігати {\displaystyle 2^{n}} значень. Для інших типів даних (напр. дійсних чисел) діапазон заплутаніший, та залежить від методу зберігання інформації в ньому. Існують також типи даних, які не використовують увесь байт. Наприклад, для булевого типу, який є двійковим значенням, достатньо лише одного біта, але на практиці використовується весь байт, тобто 7 бітів залишаються невикористаними.
Таблиця показує набір загальновживаних числових типів даних та їхніх діапазонів:
| Тип даних          | Розмір                                       | Діапазон                                                |
| Цілі типи          | Цілі типи                                    | Цілі типи                                               |
| ------------------ | -------------------------------------------- | ------------------------------------------------------- |
| Булеві             | 1 біт (хоча зазвичай зберігається як 1 байт) | 0 до 1                                                  |
| Байт               | 8 бітів                                      | 0 до 255                                                |
| Слово              | 2 байти                                      | 0 до 65535                                              |
| Подвійне слово     | 4 байти                                      | 0 до 4,294,967,295                                      |
| Ціле число         | 4 байта                                      | −2,147,483,648 до 2,147,483,647                         |
| Подвійне ціле      | 8 байтів                                     | −9,223,372,036,854,775,808 до 9,223,372,036,854,775,807 |
| Дійсні типи        |                                              |                                                         |
| Дійсне             | 4 байти                                      | 1E-37 до 1E+37 (6 десяткових цифр)                      |
| Подвійної точності | 8 байтів                                     | 1E-307 до 1E+308 (15 десяткових цифр)                   |

### Логічний тип даних
Тип даних, об'єкти якого можуть приймати одне з двох значень: істина (англ. true) та хиба (англ. false).

### Перелічуваний тип даних
Перелічуваний тип, перелік (англ. enumeration type) — тип даних, що описується через перелічення всіх можливих значень (кожне з яких позначається власним ідентифікатором), які можуть приймати об'єкти цього типу. Приклад (Pascal):
```
type
 
Cardsuit
 
=
 
(
clubs
,
 
diamonds
,
 
hearts
,
 
spades
)
;

```

### Символьний тип даних
Тип даних, що описує літери та інші знаки, використовувані на письмі. Залежно від мови програмування та конкретної реалізації, може займати 1 чи 2 байти, рідше 4. Однобайтовий символьний тип може використовуватися для представлення символів з набору ASCII та восьмирозрядних кодувань, тоді як для представлення символів з набору Юнікоду потрібно щонайменше 2 байти.

## Складені типи даних
Складені типи даних — це типи, які складаються з елементів, що належать до простих типів. До складених типів даних відносяться: масиви, множини, рядки, записи, файли, динамічні змінні, вказівники, лінійні списки (стеки, черги), нелінійні списки (двійкові дерева, несиметричні дерева, тексти, графи), процедурний тип, об'єкти.

### Рядки
Рядки (англ. string) — нечисловий тип даних, що використовується для збереження букв та слів. Усі рядки складаються із символів. Рядки можуть містити цифри та числа, але однаково будуть оброблятися як текст. Приклади рядків:
- «A»
- «Hello World»
- «Телефон»
- «Мені 99 років»
- «1.2.3.4.5.6.7.8.9»

У деяких мовах програмування кількість символів у рядку може бути обмежена, в інших довжина рядка може обмежуватися лише кількістю пам'яті в комп'ютері. Можуть бути також порожні рядки.

## Векторні типи
Векторний тип даних — це тип даних, який будується на основі простих типів даних. Усі елементи векторного типу даних розташовані підряд, у межах створеного об'єкту. Використання цього типу даних у технологіях ГПЗП дозволяє зменшити час обчислення математичних операції, оскільки на ГП час, витрачений на математичну операцію над векторним типом, приблизно дорівнює часу, який треба витратити на цю саму операцію для базового типу. Елементи векторного типу в оперативній пам'яті розташовані підряд, як у масиві, завдяки чому витрачається менше часу на зчитування та запис.